# Publio Rutilio Lupo
Publio Rutilio Lupo (en latín, Publius Rutilius L. F. L. N. Lupus) fue cónsul de la República Romana en el año 90 a. C.

## Carrera política
La guerra Social estalló durante su consulado y su colega consular, Lucio Julio César se enfrentó con los samnitas, mientras Lupo fue enviado a luchar contra los marsos. Rutilio Lupo eligió a Cayo Mario como su legado y, cuando Lupo realizó las disposiciones necesarias para entrar en combate, Mario aconsejó a Lupo que entrenara más a sus inexpertas tropas antes de enfrentarse al enemigo en combate, pero el cónsul ignoró este consejo. 
Lupo avanzó con su ejército y lo dividió, dando el mando del segundo bloque a Mario y ordenándole construir dos puentes para cruzar el río Liri. El comandante marso, Publio Vetio Escatón, acampó en el otro lado del río. Escatón situó el grueso de su ejército cerca del puente de Mario, pero durante la noche ocultó un fuerte destacamento cerca del puente que debía atravesar Lupo. A la mañana siguiente, Lupo cayó en la trampa, perdió ocho mil de sus hombres y recibió una herida mortal en la cabeza, falleciendo poco después. Mario divisó cuerpos flotando en el río y lo cruzó para capturar el mal defendido campamento enemigo. 
La batalla se libró en el festival de la Matralia, el 11 de junio Ningún cónsul suffectus fue elegido para ocupar el lugar de Lupo, ya que su colega no pudo llegar a Roma para celebrar los comicios.